# Friedhof Arnum

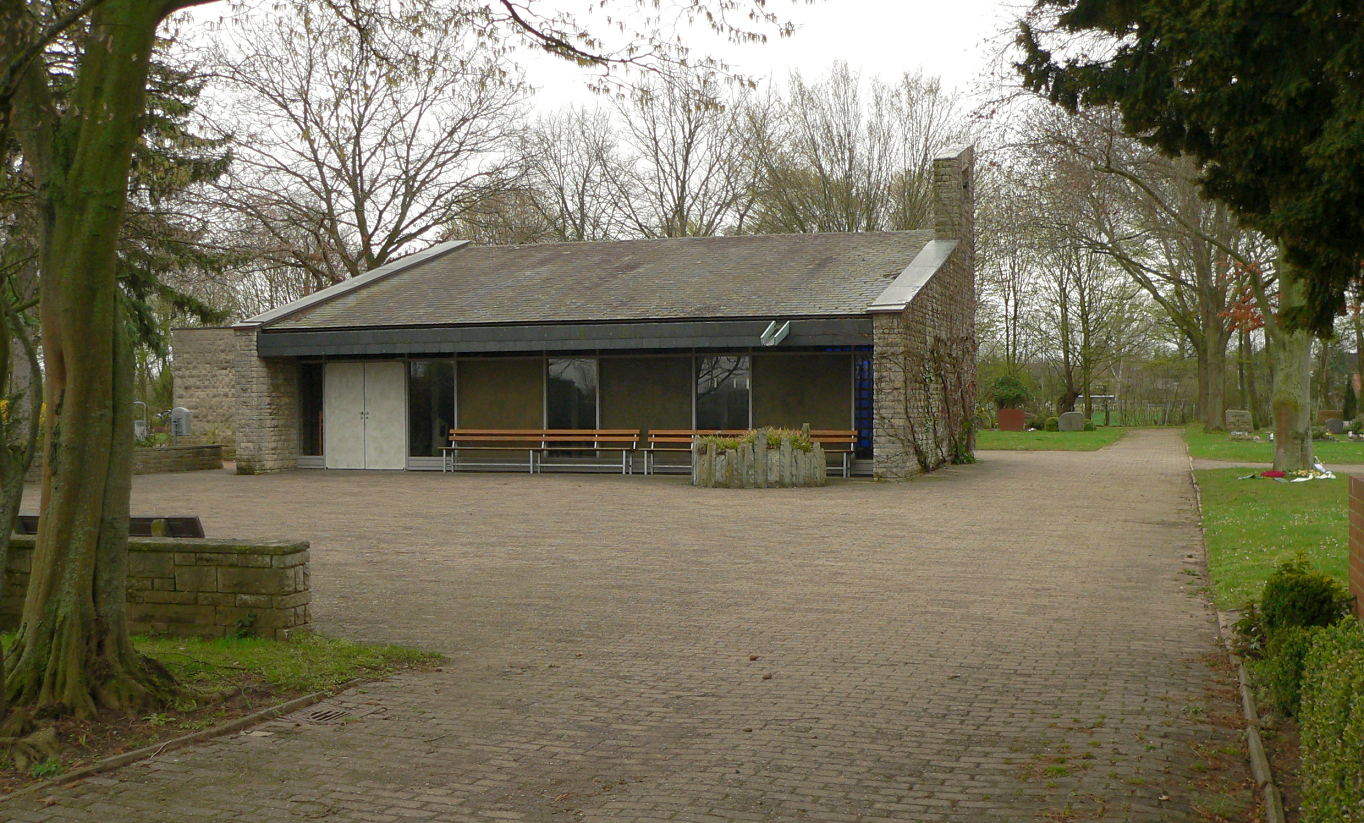
Friedhof Arnum

Der Friedhof Arnum an der Wilkenburger Straße in Hemmingen, Ortsteil Arnum ist eine zur Zeit des Königreichs Hannover im Jahr 1860 erbaute Begräbnisstätte.

## Geschichte
Der Friedhof war als Ergänzung für den von den Arnumern zuvor genutzten, jedoch überfüllten Kirchhof der St.-Vitus-Kirche in Wilkenburg auf einem von den Arnumer Bauern in der Feldmark ihres Dorfes zunächst eigenständig und ohne die verzögerte Zustimmung des Königlichen Konsistoriums im Jahr 1860 errichtet worden.
Mit der ersten Bestattung war 1860 die 16-jährige Lehrerstochter Louise Klingemann beigesetzt worden.
1969 wurden das zuvor im Jahr 1922 errichtete Kriegerdenkmal für die Toten des Ersten Weltkrieges sowie die acht später  aufgestellten und mit dem Zweiten Weltkrieg verbundenen Kreuze von der Hiddestorfer Straße Ecke Göttinger Straße auf den Arnumer Friedhof transloziert, da die innerörtliche Kreuzung ausgebaut werden sollte. Bei diesen Ehrenmalen findet sich auf einem Findling zudem die Inschrift:

„An ein unbekanntes Opfer nationalsozialistischer Willkür und Gewalt. Am 9. April [1945] wurde ein Unbekannter vom damaligen Gendarmeriemeister und Ortsgruppenleiter der NSDAP O. Bresler ermordet.“

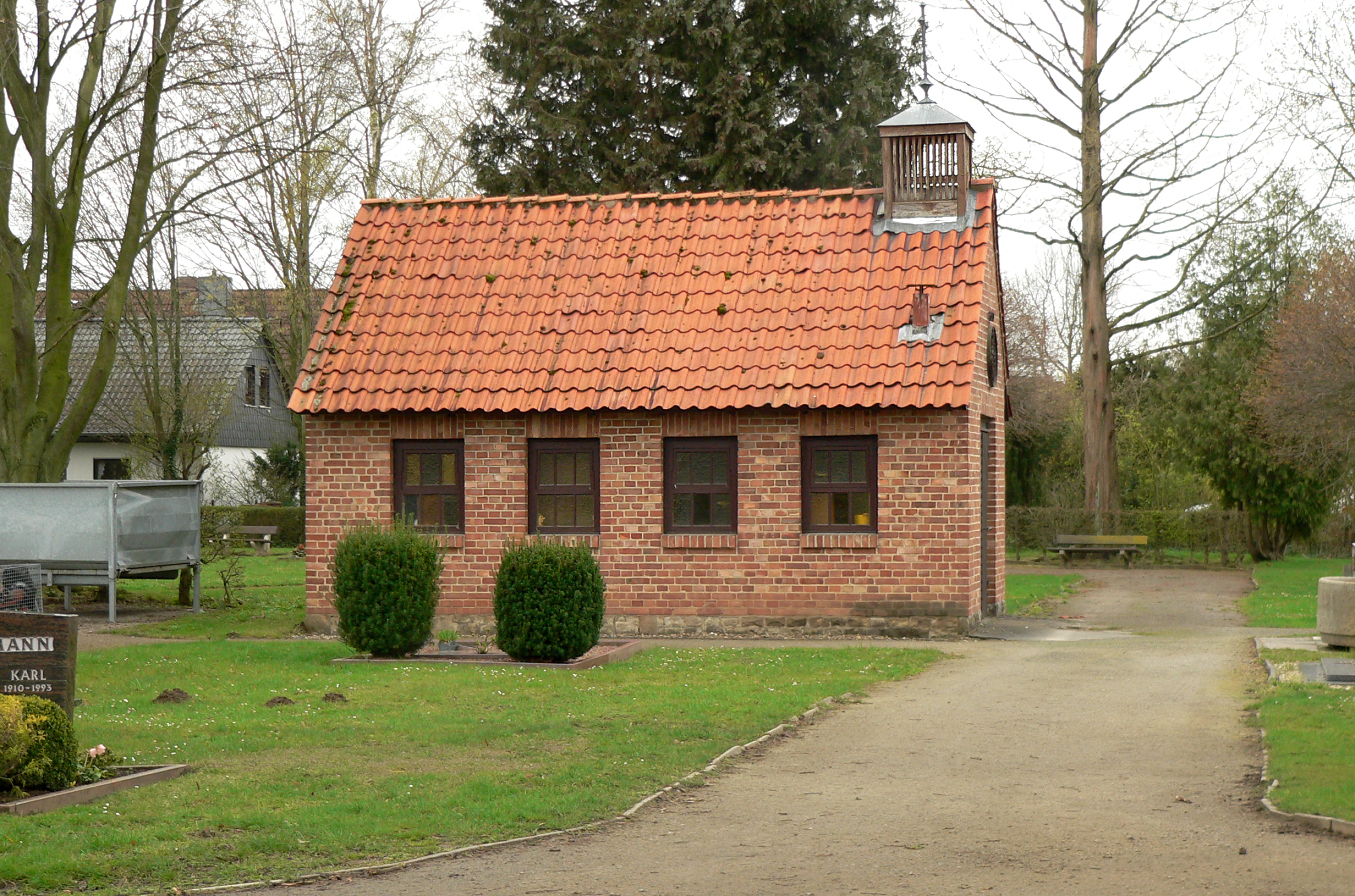
Alte Friedhofskapelle
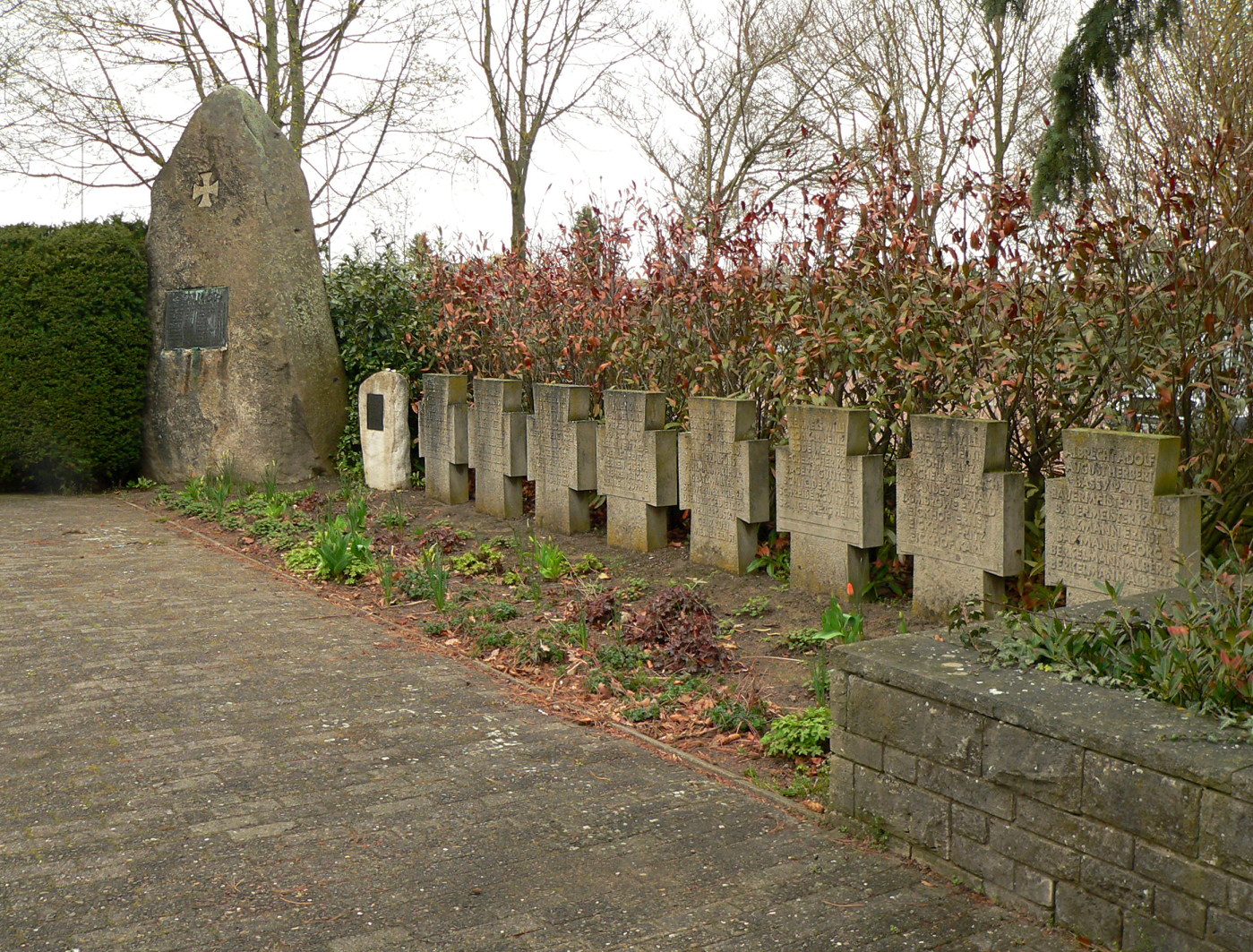
Kriegsdenkmal
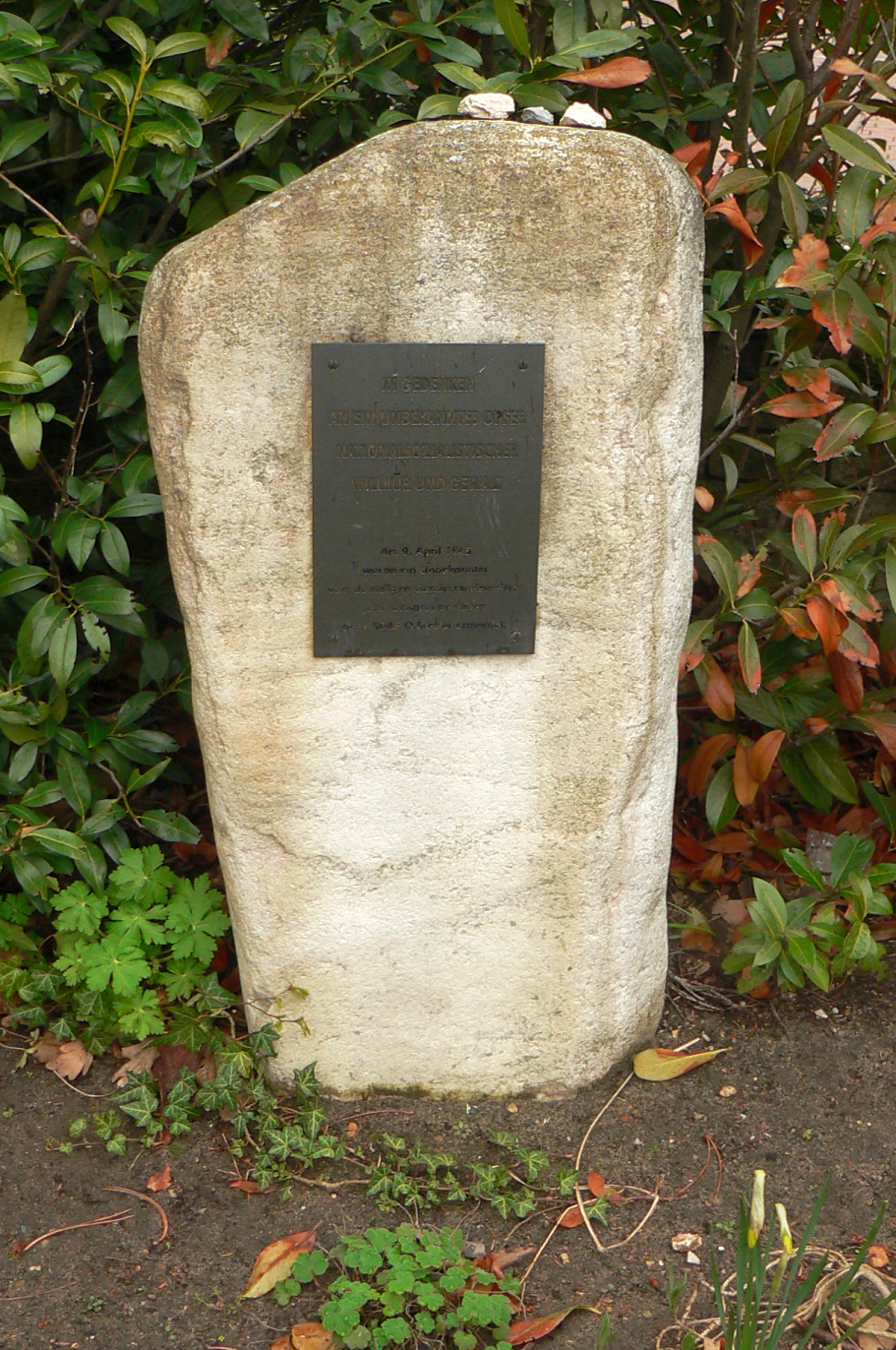
Gedenkstein zum Mord durch Oskar Bresler